# Frédéric Schoendoerffer
Frédéric Schoendoerffer (Boulogne-Billancourt, 3 ottobre 1962) è un regista, sceneggiatore e produttore cinematografico francese.

## Biografia
Schoendoerffer è il figlio maggiore di Pierre Schoendoerffer, fratello dell'attore Ludovic Schoendoerffer. Sposato e padre di tre figli.
Comincia nel mondo dell'audiovisivo come assistente alla regia; ha diretto il suo primo cortometraggio Diabolique a metà degli anni 1980. Continua la sua carriera nel 1985 come assistente nella commedia À nous les garçons di Michael Lang. Collabora come aiuto regista in programmi televisivi. Diventa regista cinematografico nel 1999 con Scenes de crimes, il film è stato anche candidato al Premio César come migliore opera prima.

## Filmografia

### Regista
- Scènes de crimes (2000)
- Agents secrets (2004)
- Truands (2007)
- Braquo (serie televisiva)  (2009)
- Switch (2011)
- 96 heures (2014)
- Fast Convoy (Le convoi) (2016)

### Produttore
- Truands (2007)
- Switch (2011)
- 96 heures (2014)
- Fast Convoy (Le convoi) (2016)